# Ravne Njive
Ravne Njive (cyr. Равне Њиве) – wieś w Bośni i Hercegowinie, w Republice Serbskiej, w gminie Rudo. W 2013 roku liczyła 17 mieszkańców.